# Encoma irisaria
Encoma irisaria är en fjärilsart som beskrevs av Swinhoe 1904. Encoma irisaria ingår i släktet Encoma och familjen mätare. Inga underarter finns listade i Catalogue of Life.